# Stadsgårdens station
Stadsgårdens station på Södermalm i Stockholm var en järnvägsstation på Saltsjöbanan. Stationen var i bruk mellan 23 december 1893 och 21 december 1936. Stationen låg på Stadsgården 24, vid Lokattens trappor. År 1899 byggdes en väntsal, och 1914 uppfördes ett stort stationshus och kontor efter ritningar av arkitekt Axel Anderberg. Huset, som numera är känt som Sjömansinstitutets hus, såldes 1938 till Sjömanskyrkan Stockholm.
Stationen var i bruk fram till 1936 då banan förlängdes 360 meter till den nya ändstationen Stockholm Saltsjöbanan, längst ner i nuvarande Slussens trafikplats.
Stationssignaturen var Stg.

## Bilder

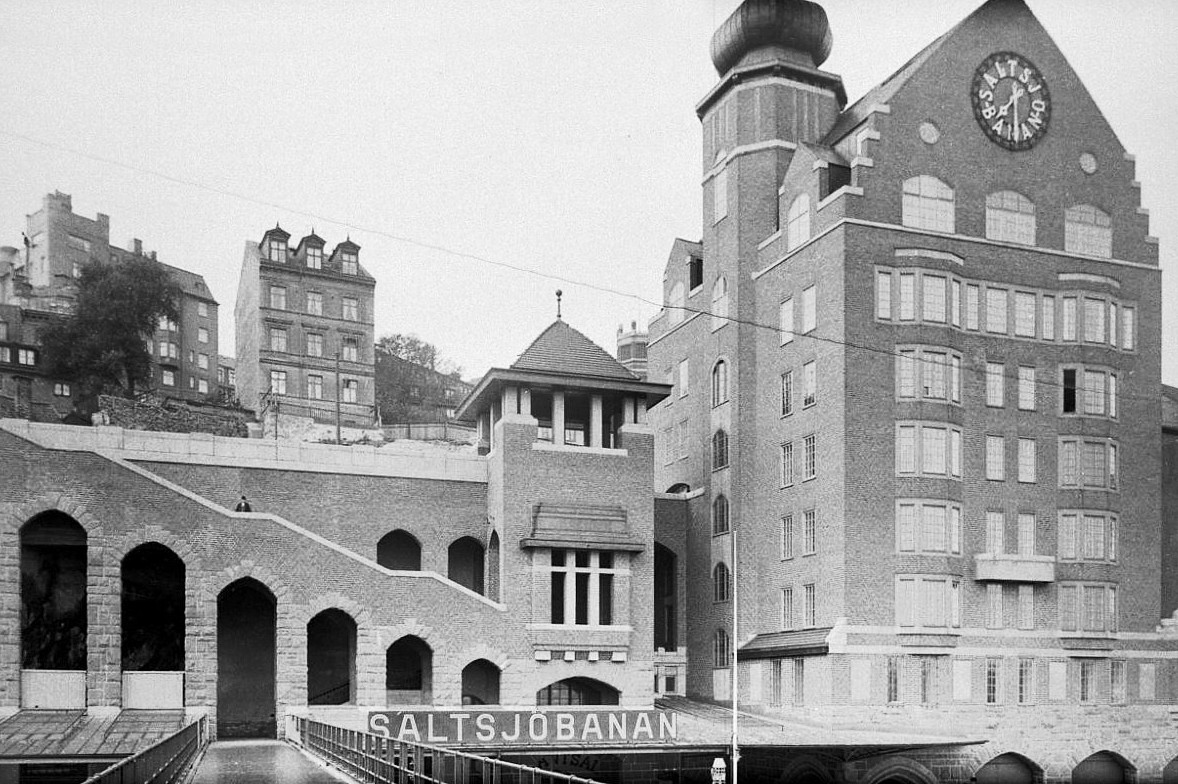
Stationshuset med Lokattens trappor, 1914
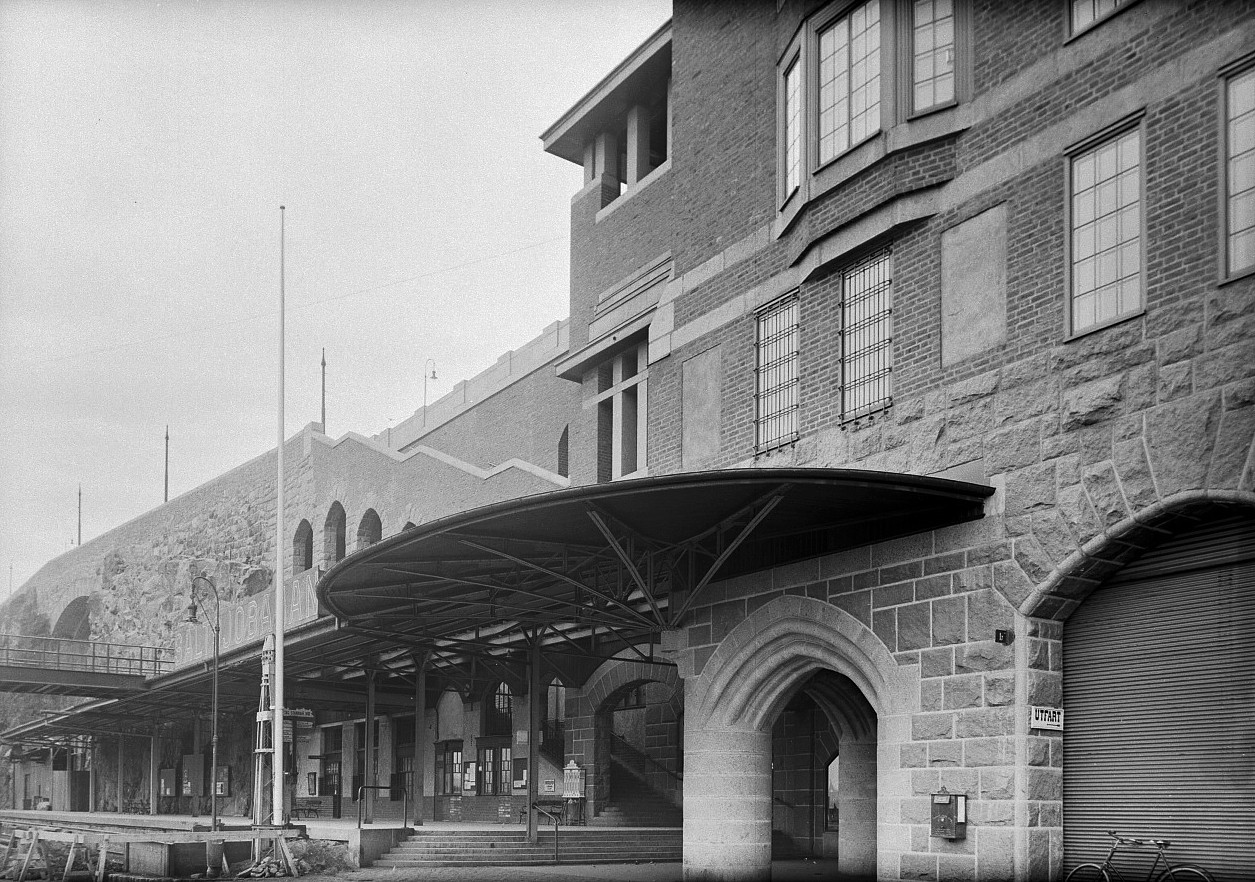
Perrongen, 1914